# Heliura pyrrhosoma
Heliura pyrrhosoma är en fjärilsart som beskrevs av Butler 1876. Heliura pyrrhosoma ingår i släktet Heliura och familjen björnspinnare. Inga underarter finns listade i Catalogue of Life.